# Charles Henry Brent

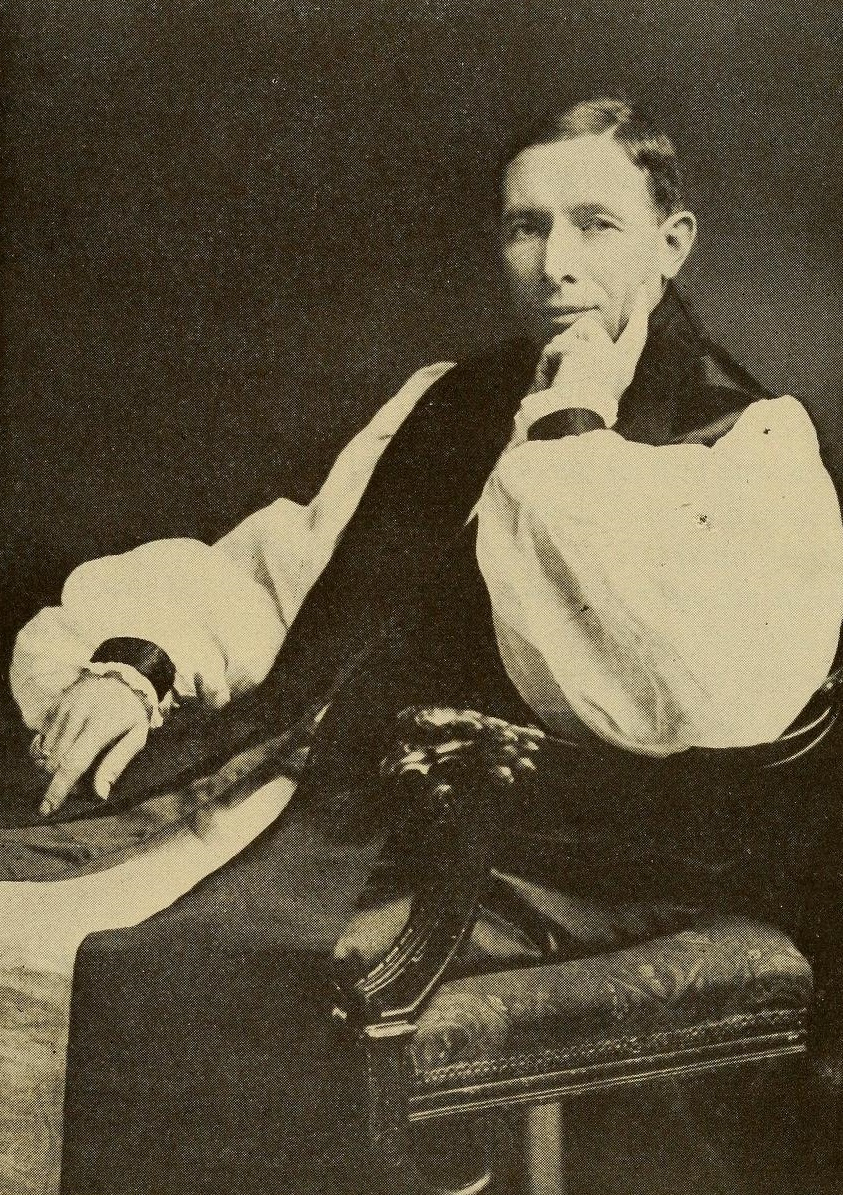
Bischof Charles Henry Brent, 1913

Charles Henry Brent (* 9. April 1862 in Newcastle, Ontario, Kanada; † 27. März 1929 in Lausanne) war ein kanadischer, später US-amerikanischer anglikanischer Geistlicher und Theologe. Er amtierte unter anderem als erster Missionsbischof der Episkopalkirche auf den Philippinen (1902–1918), als Generalkaplan der amerikanischen Expeditionsstreitkräfte im Ersten Weltkrieg (1917–1918) und als Bischof der Diözese Western New York der Episkopalkirche (1918–1929). Bekannt ist er auch für seine führende Rolle in der Bewegung für Glauben und Kirchenverfassung, einer der Wurzeln der frühen ökumenischen Bewegung.

## Leben

### Familie und Ausbildung
Charles Henry Brent war das dritte von zehn Kindern von Henry Brent, der 42 Jahre lang anglikanischer Pfarrer in Newcastle war, und Sophia Francis Brent.
Brent erhielt seine Ausbildung in Ontario. Zunächst besuchte er bis 1880 die öffentlichen Schulen der Stadt und von 1880 bis 1881 die Trinity College School in Port Hope, um sich auf das Studium vorzubereiten. Er studierte am Trinity College in Toronto, wo er 1884 mit einem Bachelor of Arts mit Auszeichnung abschloss. Nach seinem Abschluss kehrte er nach Port Hope zurück, wo er von 1884 bis 1886 sowohl an der Trinity College School unterrichtete als auch privat für die Priesterweihe studierte.

### Ordination und erste Berufsstationen
Nach Brents frühesten Erinnerungen fühlte er sich für das Priesteramt berufen. Er sagte einmal: „Es hat nicht einen Moment meines Lebens gegeben, in dem ich etwas anderes als eine Berufung anstrebte, außer als ich eine kurze Zeit lang Musiker werden wollte... Schon als Schulkind war das Priesteramt die einzige zu bedenkende Berufung. … Wäre ich wieder an dieser Schwelle des Lebens, würde ich mich entscheiden, wie ich mich entschieden habe.“
Brent wurde am 21. März 1886 in Toronto zum Diakon der anglikanischen Kirche Kanadas geweiht, es gab jedoch keine Stelle für ihn. Am 6. März 1887 wurde er zum Priester geweiht und auf seine erste Pfarrstelle in Buffalo, New York, berufen. 1889 zog er nach Boston, Massachusetts, um sich einem anglikanischen Männerorden, den Cowley Fathers, anzuschließen. 1891 wechselte er an die Kirche St. Stephen’s in das von sozialer Umwälzung gekennzeichnete South End von Boston. Im selben Jahr wurde er als Bürger der Vereinigten Staaten anerkannt. Sein besonders Engagement galt der Social-Gospel-Bewegung, aber auch der Mission.

### Missionsbischof auf den Philippinen und Dienst im Ersten Weltkrieg
Im Oktober 1901 wurde Brent vom Bischofsrat seiner Kirche zum Bischof der Philippinen ernannt. Die Inselgruppe war erst 1898 von den Vereinigten Staaten annektiert worden. Brent wurde am 15. Dezember 1901 zum Bischof geweiht und trat im Mai 1902 die Reise nach Manila an, zusammen mit dem späteren US-Präsidenten William Howard Taft, der sein Amt als erster Zivilgouverneur der Philippinen antrat. Neben dem Aufbau einer kirchlichen Versorgung für die auf den Philippinen tätigen US-Amerikaner setzte er sich auch für die Mission unter Nicht-Christen ein (Proselytismus unter Angehörigen anderer christlicher Konfessionen lehnte er entschieden ab). Daneben arbeitete er in enger Abstimmung mit der US-Regierung daran, den Opiumhandel zu beenden. Auf Brents Anregung geht die Gründung der Internationalen Opiumkommission 1909 zurück, bei der er zum Präsidenten gewählt wurde. Auch die hierauf aufbauende erste internationale Opiumkonferenz in Den Haag 1912 leitete er als Präsident.
Berufungen zu Bischofsämtern in Washington und New Jersey 1914 schlug er aus. Erst eine Berufung zum Bischof der Diözese Western New York (mit Sitz in Buffalo) im Oktober 1917 nahm er an, weil sein Gesundheitszustand einen längeren Aufenthalt auf den Philippinen nicht mehr erlaubte. Er war zu jener Zeit jedoch schon in Europa und trat sein neues Amt erst im Februar 1919 an.

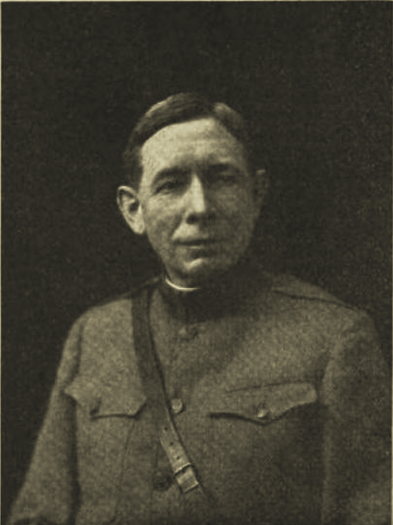
Charles Henry Brent, ca. 1918

Im April 1917 traten die Vereinigten Staaten in den Ersten Weltkrieg ein. Brent hatte schon seit Anfang des Jahres in England in zahlreichen Versammlungen für eine Waffenbrüderschaft der USA und des Vereinigten Königreichs geworben und nach Ansicht mancher Beobachter, auch durch seine engen Kontakte zu hochrangigen Politikern und Militärs, den Kriegseintritt befördert. Im Dezember 1917 reiste er auf eigene Faust erneut an die Kriegsschauplätze in Europa, um amerikanische Soldaten zu betreuen und die angloamerikanische Solidarität weiter zu befördern. General John J. Pershing, den Brent in seinen ersten Jahren auf den Philippinen als Seelsorger begleitet hatte und der inzwischen Oberbefehlshaber der American Expeditionary Forces war, ernannte ihn zum Headquarters chaplain der US-Streitkräfte in Europa.

### Gründung der Bewegung für Glauben und Kirchenverfassung
1910 nahm Brent an der ersten Weltmissionskonferenz in Edinburgh teil. Hier sprach er zweimal und unterstrich insbesondere, dass ein Bemühen um die Einheit der Christen auch die römisch-katholische Kirche einschließen müsse. Pläne für das weitere Vorgehen skizzierte er in Edinburgh noch nicht. Bei der General Conference seiner Kirche im Oktober 1910 in Cincinnati warb er jedoch nachdrücklich dafür, eine Initiative für die Überwindung der lehrmäßigen Differenzen zwischen den christlichen Kirchen zu starten. Darauf wurde eine Kommission mit  21 Mitgliedern gegründet, die eine Weltkonferenz für „Glauben und Kirchenverfassung“ (Faith and Order) vorbereiten sollte. Brent war einfaches Mitglied, spielte aber in den Verhandlungen der folgenden Jahre, die vor allem von dem Sekretär der Kommission, dem Bostoner Rechtsanwalt Robert Hallowell Gardiner, vorangetrieben wurden, nur eine untergeordnete Rolle, da er zu dieser Zeit noch Bischof auf den Philippinen war.
Nachdem 1920 unter anderem die Lambeth-Konferenz und das Ökumenische Patriarchat von Konstantinopel in Aufrufen an alle Christen die Bestrebungen für die Einheit der Christen unterstützt hatten, wurde für den 12.–20. August 1920 nach Genf zu einer Vorbereitungskonferenz eingeladen. 133 Delegierte aus über 80 Kirchen in 40 Ländern diskutierten unter der Präsidentschaft Brents und wählten einen Ausschuss, der die Weltkonferenz vorbereiten sollte. Brent wurde zum Vorsitzenden, Gardiner wiederum zum Sekretär gewählt. Auch die Weltkonferenz, die schließlich 1927 in Lausanne stattfand, wählte Brent zum Präsidenten; ebenso der dort gewählte neue Fortsetzungsausschuss. Aufgrund seiner angegriffenen Gesundheit konnte er jedoch keine weiteren Impulse mehr setzen. Nachdem er im Dezember 1928 an der Einführung von Cosmo Gordon Lang als Erzbischof von Canterbury teilgenommen hatte, kehrte er auf Anraten seiner Ärzte nicht in die USA zurück. Er starb auf der Durchreise zu einem Erholungsurlaub am Mittelmeer am 27. März 1929 in Lausanne und wurde dort auf dem Friedhof Bois-de-Vaux beigesetzt.

## Rezeption
Während seines gesamten Dienstes war Brent „im Wesentlichen ein Pastor mit einer prophetischen Vision“.
Seine Biografin Eleanor Slater schrieb, dass Brent „als Dichter geboren wurde; er machte sich selbst zum Propheten“.
Brent galt als populärer Prediger. Slater schrieb, dass Brent „allmählich lernte, ein großer Prediger zu sein. ... Seine Beredsamkeit war die Beredsamkeit der Einfachheit, der Selbstvergessenheit, des inneren Zwanges, seinen Schatz zu teilen.“
Der Historiker und episkopalistische Geistliche Frederick Ward Kates charakterisierte ihn als „tapferen, kühnen und gottgeweihten Soldaten und Diener Christi“, der „einer der bedeutendsten Führer, Propheten und Seher der modernen Christenheit“ war.

## Werke
Brent schrieb etwa 20 Bücher zu theologischen Themen, dazu Aufsätze und Predigten. Viele seiner Predigten wurden in Predigtsammlungen veröffentlicht. Als wichtigste Bücher gelten With God in the World: A Series of Papers (1900), The Mind of Christ Jesus in the Church of the Living God (1908), Adventure for God (1915) und The Mount of Vision: Being a Study of Life in Terms of the Whole (1918). 

## Auszeichnungen
(Quelle: Alexander Zabriskie)
- Doctor of Divinity: Toronto, 1901; King’s College, 1907, Harvard, 1913; Yale, 1919; Glasgow, 1920; Trinity College, Hartford, 1921
- Doctor of Sacred Theology: Columbia, 1920
- Ehrendoktor der Rechtswissenschaften: Rochester, 1922; Union College, 1924; Toronto, 1924; New York University, 1925
- Companion of the Order of the Bath
- Ritter des Leopoldsordens (Belgien)
- Offizier der Ehrenlegion (Frankreich)
- Distinguished Service Medal (Vereinigte Staaten)
- Mitglied der American Academy of Arts and Sciences[18]